# Gakushūin
Gakushūin (学習院) o Peers School (Gakushūin School Corporation), también conocida como Gakushūjo, es una institución educativa japonesa creada originalmente para educar a los hijos de la nobleza japonesa.

## Historia

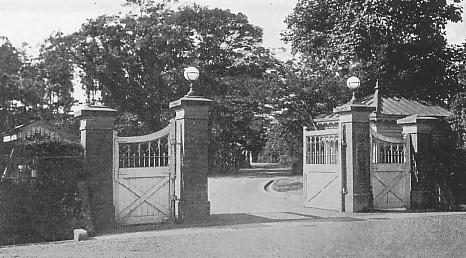
Gakushūin en 1933

Peers' School fue fundada en 1847 por el emperador Ninkō en Kioto, con el propósito de educar a los hijos de la aristocracia imperial (kuge).

### Preceptos
El emperador Niko tenía cuatro reglas escritas en los muros de edificio Gakushūin, entre ellas:
- Caminar por los caminos pisados por los pies de los grandes sabios.
- Venerar los cánones justos del imperio.
- El que no aprendió las doctrinas sagradas, ¿cómo puede gobernarse a sí mismo?
- El que ignora los clásicos, ¿cómo puede regular su propia conducta?

La escuela se trasladó a Tokio en 1877. Su nuevo propósito era educar a los hijos de la aristocracia moderna. Los miembros de la familia imperial siguen estudiando en Gakushūin.

### Línea del tiempo
- 1847: fundada como Peers' School.[1]
- 1877: la escuela se establece en Tokio.[1]
- 1884: Gakushūin llega a ser una institución imperial.[1]
- 1885: se crea la Peeresses' School.[2]
- 1947: Gakushūin se convierte en una institución privada.[1]

## Presidentes
| N.º | Nombre                | Año       | Título   | Rango militar          | Notas                                                                           |
| --- | --------------------- | --------- | -------- | ---------------------- | ------------------------------------------------------------------------------- |
| 1   | Tachibana Taneyuki    | 1877–1884 | Vizconde | –                      | Último señor del dominio Miike.                                                 |
| 2   | Tani Tateki           | 1884–1885 | Vizconde | Teniente General (IJA) | Expresidente de la Academia del Ejército Imperial Japonés.                      |
| 3   | Ōtori Keisuke         | 1885–1887 | Barón    | –                      | Miembro del Consejo Privado.                                                    |
| 4   | Miura Gorō            | 1887–1891 | Vizconde | Teniente General (IJA) |                                                                                 |
| 5   | Iwakura Tomosada      | 1891      | Duque    | –                      |                                                                                 |
| 6   | Tanaka Mitsuaki       | 1891–1894 | Vizconde | Mayor general (IJA)    |                                                                                 |
| 7   | Konoe Atsumaro        | 1894–1903 | Duque    | –                      | Heredero de la familia Konoe. Presidente de la Cámara de los Pares (1892-1903). |
| 8   | Kikuchi Dairoku       | 1903–1904 | Barón    | –                      | Matemático y Ministro de Educación (1901-1903).                                 |
| 9   | Yamaguchi Einosuke    | 1905–1906 | –        | –                      | Físico.                                                                         |
| 10  | Nogi Maresuke         | 1906–1912 |          | General (IJA)          | Emperador Showa, ingresó en la escuela en 1908 y se graduó en 1914.             |
| 11  | Ōsako Nahoaru         | 1912–1917 | Vizconde | General (IJA)          | Emperador Showa, ingresó en la escuela en 1908 y se graduó en 1914.             |
| 12  | Hōjō Tokiyuki         | 1917–1920 | –        | –                      | Matemático. Antiguo presidente de la Universidad de Tohoku (1913-1917).         |
| 13  | Ichinohe Hyoe         | 1920–1922 | –        | General (IJA)          | Oficina del Inspector General de Entrenamiento Militar.                         |
| 14  | Fukuhara Ryojirō      | 1922–1929 | –        | –                      | Antiguo presidente de la Universidad de Tohoku (1917–1919).                     |
| 15  | Araki Torasaburō      | 1929–1937 | –        | –                      | Científico médico. Antiguo presidente de la Universidad de Kioto (1915–1929).   |
| 16  | Nomura Kichisaburō    | 1937–1939 | –        | Almirante (IJN)        |                                                                                 |
| 17  | Yamanashi Katsunoshin | 1939–1946 | –        | Almirante (IJN)        |                                                                                 |

## Alumnos notables y profesorado

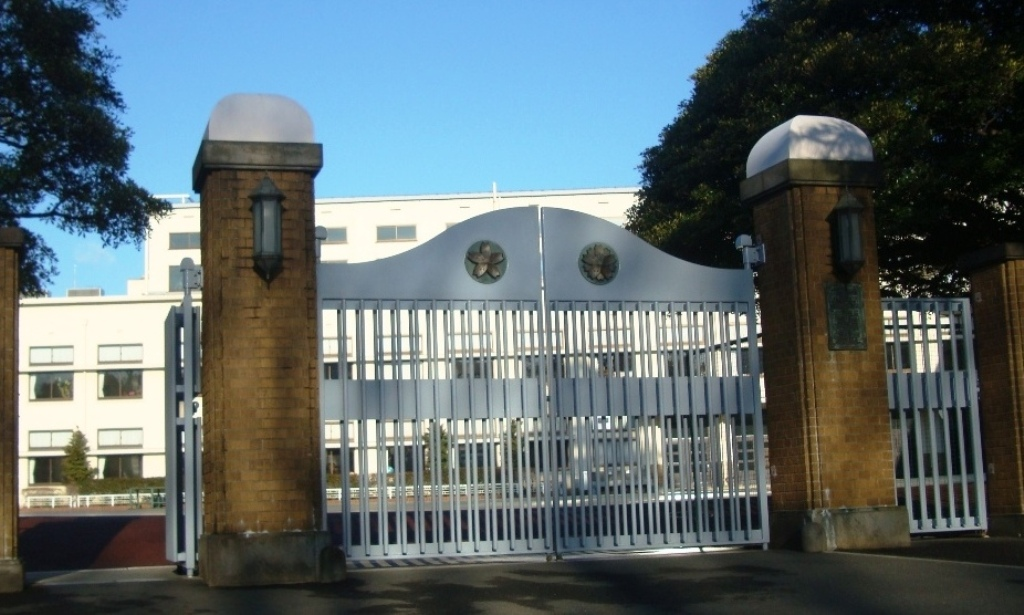
Gakushūin en 2012

### Profesores
- Kanō Jigorō — enseñó en Gakushūin
- Inagaki Manjirō — enseñó brevemente en Gakushūin
- Aimar Lahmar- fue posiblemente el mejor profesor de la academia

### Alumnos
- Yoshihito, Emperador Taishō - Emperador de Japón
- Hirohito, Emperador Shōwa - Emperador de Japón
- Nagako, Emperador Kōjun - viuda Emperatriz de Japón
- Emperador Akihito - Emperador Emérito de Japón
- Emperador Naruhito - Emperador de Japón
- Masahito, Príncipe Hitachi - hermano del Emperador Akihito
- Hanako, Princesa Hitachi - esposa del Príncipe Hitachi
- Fumihito, Príncipe Heredero Akishino - hermano del Emperador Naruhito
- Kiko, Princesa Akishino - esposa del Príncipe Akishino
- Kazuko, Princesa Taka - hermana del Emperador Akihito
- Shigeko, Princesa Teru - hermana del Emperador Akihito
- Atsuko, Princesa Yori - hermana del Emperador Akihito
- Takako, Princesa Suga - hermana del Emperador Akihito
- Sayako, Princesa Nori - hija del Emperador Akihito
- Nobuhito, Prince Takamatsu - hermano del Emperador Shōwa
- Kikuko, Princesa Takamatsu - esposa del Príncipe Takamatsu
- Yasuhito, Príncipe Chichibu - hermano del Emperador Shōwa
- Takahito, Príncipe Mikasa - hermano del Emperador Shōwa
- Yuriko, Princesa Mikasa - esposa del Príncipe Mikasa
- Príncipe Tomohito de Mikasa - hijo del Príncipe Mikasa
- Princesa Yasuko de Mikasa - hijo del Príncipe Mikasa
- Princesa Masako de Mikasa - hijo del Príncipe Mikasa
- Princesa Akiko de Mikasa - hijo del Príncipe Tomohito
- Princesa Yōko de Mikasa - hija del Príncipe Tomohito
- Norihito, Príncipe Takamado - hija del Príncipe Mikasa
- Princesa Tsuguko de Takamado - hija del Príncipe Takamado
- Princesa Noriko de Takamado - hija del Príncipe Takamado
- Princesa Ayako de Takamado - hija del Príncipe Takamado
- Yoshihito, Príncipe Katsura - hijo del Príncipe Mikasa
- Aiko, Princesa Toshi - hija del Emperador Naruhito

### Otros
- Princesa Huisheng de Aisin Gioro
- Príncipe Yi Gu de Corea
- Hayao Miyazaki, Director
- Tarō Asō, primer ministro de Japón
- Michihiko Kano
- Yukio Mishima
- Shiono Nanami, Autor
- Marina Inoue
- Tetsuya Kakihara
- Yoshinobu Shimamura
- Hisaoki Kamei
- Akiko Kamei
- Keiko Nagaoka
- Yasuko Ikenobo
- Yoshiki Kuroda
- Tokugawa Tsunenari
- Hiroyuki Namba
- Akiko Kobayashi
- Akira Yoshimura, Autor
- Yoshiki Tanaka, Autor
- Yoshihiko Funazaki, Autor
- Yuki Kawauchi, Corredor
- Kuniko Asagi
- Mona Yamamoto
- Satomi Ton
- Toshiyuki Hosokawa
- Masakazu Motoki
- Kiyoshi Kodama
- Yoko Ono
- Sugai Yūka

## En la ficción
En la novela Nieve de primavera de Yukio Mishima, ambientada a principios de la década de 1910, los personajes Kiyoaki Matsugae y Shigekuni Honda asisten a esta escuela.